# Man and Nature
Man and Nature: Or, Physical Geography as Modified by Human Action ('Mens en natuur, of, fysische geografie beïnvloed door menselijk handelen') is een boek uit 1864 van de Amerikaanse diplomaat George Perkins Marsh. Het is een van de eerste werken die de negatieve invloed van de mens op zijn natuurlijke omgeving beschrijft. Marsh waarschuwt dat wanneer natuurlijke hulpbronnen niet worden hersteld en beschermd, de mens uiteindelijk zichzelf en de Aarde zal vernietigen. Het werk was een klokkenluider in de Verenigde Staten en droeg bij aan de totstandkoming van de eerste moderne milieubewegingen. In 1874 verscheen een door Marsh grotendeels herschreven versie, getiteld The Earth as Modified by Human Action.

## Achtergrond
Marsh wordt door veel geleerden als een homo universalis beschouwd. Hij bezat een breed interessegebied, van recht  en letterkunde tot geschiedenis en natuurwetenschappen. Marsh schreef voor het weekblad The Nation en leverde een grote bijdrage aan de twaalfdelige Universal Cyclopaedia.
In de omgeving van zijn woning in New England en op zijn reizen in Amerika, Europa en het Midden-Oosten merkte Marsh de negatieve gevolgen op van ontbossing, overbegrazing en bodemerosie. Dit bracht hem op het idee voor het schrijven van Man and Nature. Marsh was naar eigen zeggen "niet bereid om de wereld slechter achter te laten dan hoe hij hem aantrof".

## Beschrijving
Economische en andere menselijke belangen hebben volgens Marsh een niet te verwaarlozen impact gehad op de natuur. Hij stelt daarbij de mythe aan de kaak als zou de Aarde een onuitputtelijke voorraadschuur zijn. Bovendien bekritiseert Marsh de manier waarop de mens zijn verantwoordelijkheid te snel afschuift.
Marsh benadrukt in zijn werk dat elke levensvorm waardevol is, ook de zogenaamde 'plaagdieren'. Spreeuwen mogen zich dan wel voeden met landbouwgraan, maar houden ook het aantal schadelijke insecten in evenwicht. Hij geeft in dat verband een vroege beschrijving van de werking van een ecosysteem:

All Nature is linked together by invisible bonds and every organic creature, however low, however feeble, however dependent, is necessary to the well-being of some other among the myriad forms of life.
(De hele natuur wordt bijeengehouden door onzichtbare banden en elk organisme, hoe eenvoudig, fragiel of afhankelijk ook, is onmisbaar voor het welzijn van een van de talloze andere levensvormen.)
—  George Perkins Marsh, Man and Nature, p. 109

Marsh onderbouwt zijn stellingen door een uitvoerige historische analyse van de invloed van de klassieke beschavingen op hun omgeving in het Middellandse Zeegebied. Hij beweert dat deze beschavingen instortten door toenemende milieuproblemen. Ontbossing leidde bijvoorbeeld tot bodemerosie, met een achteruitgang van de productiecapaciteit tot gevolg. Vervolgens trekt Marsh een parallel met de geschiedenis van de Verenigde Staten, waarin vergelijkbare toestanden niet alleen een bedreiging voor de natuur vormen, maar ook voor de mens zelf.

### Hoofdstukken
Het boek is onderverdeeld in de volgende hoofdstukken:
1. Introductory ('Introductie');
2. Transfer, Modification, and Extirpation of Vegetable and of Animal Species ('Verplaatsing, modificatie en uitroeiing van planten en van diersoorten');
3. The Woods ('De bossen');
4. The Waters ('Het water');
5. The Sands ('De grond');
6. Projected or Possible Geographical Changes by Man ('Geprojecteerde of mogelijke geografische veranderingen door de mens').

## Invloed

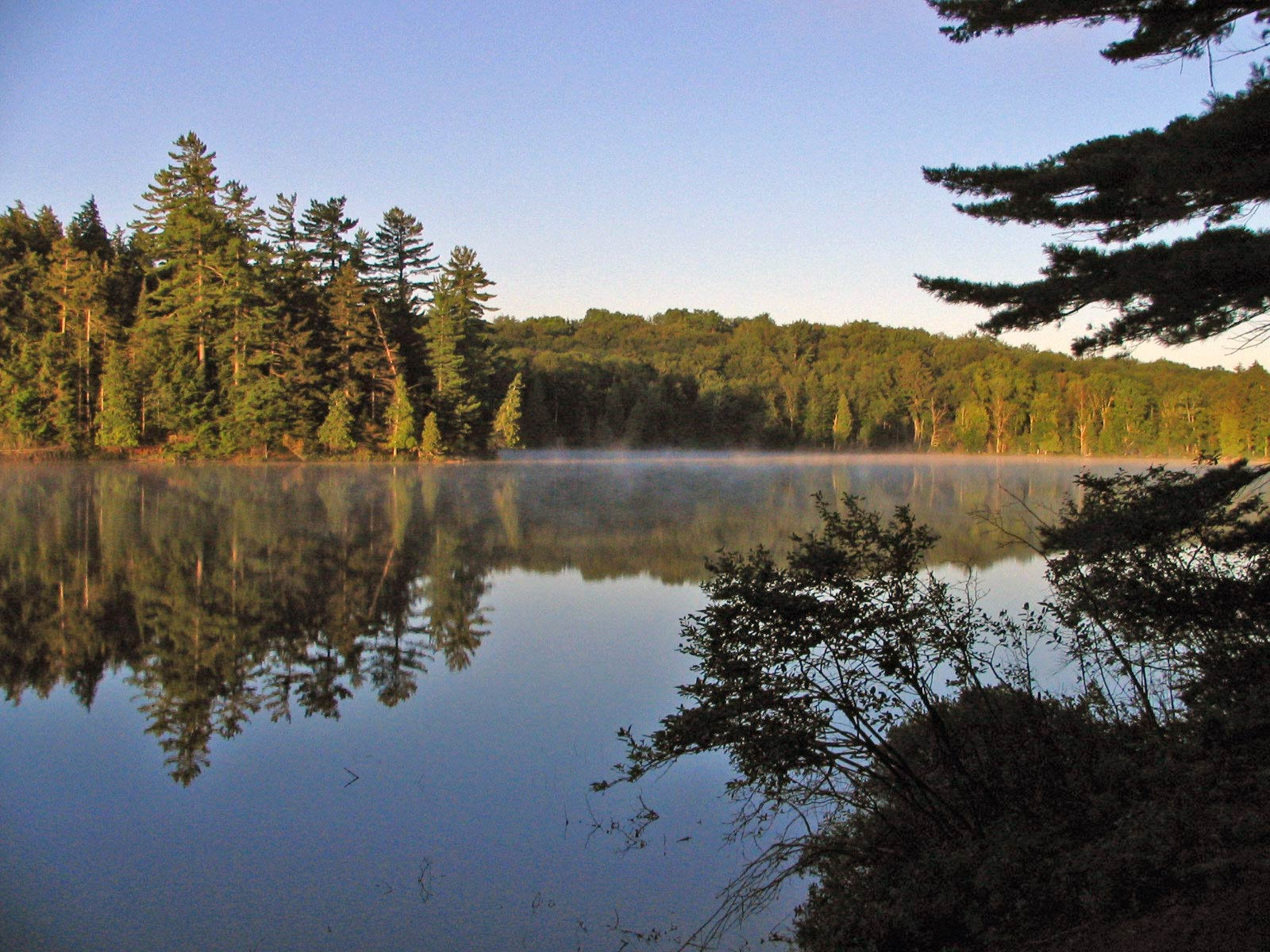
Adirondack Park, New York

Man and Nature was een van de invloedrijkste boeken van zijn tijd. Velen noemen het boek als een belangrijk keerpunt in de kijk van de mens op de natuur, waaronder Gifford Pinchot, de eerste directeur (Chief) van de United States Forest Service, en de politicus Stewart Udall. Het boek wordt beschouwd als een grondleggende tekst voor de Amerikaanse milieubeweging. Bovendien was het een belangrijk instrument in de nieuwe classificatie van de United States National Forests in 1891 en de bescherming van Adirondack Park in New York in 1894.